# Чкадуаши
Чкадуаши (груз. ჭკადუაში) — село в Грузии. Расположено на реке Чхоуши, на высоте 340 метров над уровня моря в Зугдидском муниципалитете края Самегрело-Земо Сванети. По данным переписи 2014 года в деревне проживало 1470 человек. Население края исповедует православие и являются прихожанами Зугдидской и Цаишской епархии Грузинской Православной Церкви.
Является одной из обителей рода Дадиани — мегрельских правителей. Основной источник дохода населения — выращивание фундука.

## Известные люди
- Дадиани, Давид Леванович (1813—1853) — владетельный князь (мтавари) Мегрелии (c 1840 года), генерал-майор. Родился в селе.